# 別所站 (兵庫縣)
別所站（日语：／ Bessho eki */?）是位於兵庫縣三木市別所町東這田，三木鐵道三木線的鐵路車站（廢站）。

## 歷史
- 1916年（大正5年）11月22日：播州鐵道 厄神站至此站之間開通，此站啟用[1]。當時為純客運車站[1]。
- 1917年（大正6年）1月23日：此站至三木站（日语：三木駅 (三木鉄道)）之間開通。
- 1923年（大正12年）12月21日：成為播丹鐵道的車站。
- 1943年（昭和18年）6月1日：播丹鐵道被國有化，成為鐵道省三木線車站[1]。
- 1947年（昭和22年）6月1日：此站開始處理貨物起卸[1]。
- 1962年（昭和37年）9月1日：此站不再處理貨物起卸[1]。
- 1973年（昭和48年）10月1日：此站不再處理行李起卸[2]。同時成為無人車站[3]（但是一年內日間部分時間設有一位職員當值置[4]）。
- 1985年（昭和60年）4月1日：成為三木鐵道的車站[1]。
- 2008年（平成20年）
  - 4月1日：三木鐵道廢線，此站也被廢除。此站附近設有替代巴士「東這田」巴士站。
  - 11月1日：替代巴士「東這田」巴士站名稱改為「東這田東」。

## 車站構造
此站是地面車站，設有1面1線的單式月台。路軌大約是東西走向，月台是在路軌南邊。月台鄰接古老木造站舍，內部設有候車室。此站曾經設有車站職員當值，此站廢除前為無人車站。候車室的售票櫃臺已用板圍封。在國鐵時代末期，當時此站為無人車站，但是售票處仍然每星期會有1天設有職員當值，以販賣定期票。
廁所是在檢票口外靠近西這田一方，為一座男女共用的濕廁。

## 車站周邊
在車站南邊設有與三木鐵道並行的兵庫縣道20號加古川三田線，車站與縣道之間有一條細小通道連接，該通道旁邊設有神社。
東這田村落是在車站南邊，該處還有三木市立別所中學、三木市立別所小學、三木別所郵局、別所長治之墓和法界寺。在東這田這個村落內還有一些金屬工場。在車站東邊100米設有三木金屬工業中心，該處還有更多金屬工場。
此站與鄰站高木站之間，路軌會跨越國道175號。而該道路向北前往可到達山陽自動車道三木小野交匯處。
- 美嚢川（日语：美嚢川） - 為加古川（日语：加古川）支流，該河流與三木線並行。

## 巴士路線
在廢站後，車站遺址附近設置「東這田」（現時「東這田東」）巴士站，神姬巴士設有以下巴士路線途經：
- 三木鐵道替代巴士
  - 厄神站 - 東這田東 - 三木鐵道三木站 - 惠比須站
  - 厄神站 - 東這田東 - 三木鐵道三木站 - 三木營業所（日语：神姫バス三木営業所）
- 三木營業所  - 東這田東 - 三木工業團地

## 相鄰車站
三木鐵道
三木線
西這田－別所－高木

## 注腳
1. 1 2 3 4 5 6 7  石野哲 (编).  初版. JTB. 1998-10-01: 243. ISBN 978-4-533-02980-6 （日语）.
2. ↑  . 官報. 1973-10-01 （日语）.
3. ↑  . 鐵道公報 (日本國有鐵道總裁室文書課). 1973-10-01: 9 （日语）.
4. ↑  . 交通新聞 (交通協力会). 1973-10-02: 1 （日语）.

## 相關項目
- 日本鐵路車站列表 Be